# Patrioci (Republika Zjednoczonych Prowincji)
Patrioci holenderscy - frakcja polityczna w Holandii aktywna od roku 1778 aż do najazdu francuskiego w 1795. "Patrioci" byli zainspirowani ideami, które stały za amerykańskim buntem przeciw metropolii (1776). Domagali się reform na wzór amerykański. Za założyciela tej „partii” uchodzi Joan Derk van der Capellen tot den Pol (1741–1784). Należał do niej też Wielki pensjonariusz Holandii w latach 1772–1787 Pieter van Bleiswijk.